# Strobilanthes lamiifolius
Strobilanthes lamiifolius är en akantusväxtart som beskrevs av T. Anders.. Strobilanthes lamiifolius ingår i släktet Strobilanthes och familjen akantusväxter. Inga underarter finns listade i Catalogue of Life.